# Christopher Kullmann
Christopher Kullmann (Katzhütte, Német Demokratikus Köztársaság, 1986. szeptember 19. –) német labdarúgó, a Germania Halberstadt csatára.